# 6407-es mellékút (Magyarország)
A 6407-es számú mellékút egy több mint harmincegy kilométer hosszú, négy számjegyű mellékút Fejér vármegye és Tolna vármegye határvidékén, de több mint 90 százalékban utóbbi megye területén. A 64-es és 65-ös főutakat köti össze, de egy körülbelül 3,3 kilométernyi szakasza szilárd burkolat nélküli útként húzódik.

## Nyomvonala
A 64-es főútból ágazik ki, majdnem pontosan másfél kilométerre annak simontornyai kezdőpontjától, a Tolna vármegye Tamási járásához tartozó kisváros külterületén, a központtól északnyugatra. Nyugat-délnyugati irányban indul, néhány lépés után keresztezi a Bozót-patak folyását és kiágazik belőle egy rossz minőségű önkormányzati út észak-északnyugatnak, Igar központja felé. 1,4 kilométer után át is lép a Fejér vármegye Sárbogárdi járásába tartozó község közigazgatási területére, ahol egyből Vámpuszta településrész lakott területére érkezik. 2,4 kilométer után lép ki a házak közül, majd a negyedik kilométere után Vámszőlőhegy településrészre érkezik. Több mint három kilométeren át húzódik az út mentén elnyúló községrész házai között, majd a legnyugatibbat is elhagyva, 7,3 kilométer után kiágazik belőle egy önkormányzati út Igar-Dádpuszta felé.
8,4 kilométer után az út visszatér Tolna vármegyei területre, és a szintén a Tamási járáshoz tartozó Ozora határvidékére lép. 9,5 kilométer után elhalad az egykori Esterházy-féle méntelep mellett, majd a tizedik kilométere előtt beér a község lakott területére. Egy rövid szakasz erejéig dél-délnyugati irányba fordul, így keresztezi a Siót, 10,4 kilométer után, majd keresztülhalad a Szabadság téren és ott nyugat-északnyugati irányba kanyarodik. A 10+750-es kilométerszelvénye táján beletorkollik dél felől, Pincehely irányából a 6408-as út, 9 kilométer megtétele után, innen az út a Mártírok útja nevet viselve, majd egy újabb irányváltást követően Koppány utca néven húzódik tovább. Ezen a néven lép ki Ozora lakott területéről, 12,6 kilométer megtétele után, ezúttal déli irányban.
Rövidesen ismét nyugati irányt vesz, így húzódik Ozora nyugati külterületein, majd 16,7 kilométer után átlép a következő település, Fürged területére. A község lakott területeit 19,4 kilométer után éri el, és a huszadik kilométere előtt el is hagyja azokat, az alapvetően észak-déli irányban elnyúló falu északi pereme mentén elhaladva. 20,7 kilométer után az út egy elágazáshoz ér: észak felé a 64 313-as út kanyarodik a megszűnt Dombóvár–Lepsény-vasútvonal hajdani Fürged megállóhelyére, dél felé egy önkormányzati út indul Tamási-Kecsegepuszta irányába, a 6407-es pedig egyenesen halad tovább nyugat felé. (A Google Utcakép felvételeinek tanúsága szerint az innen továbbhaladó utak közül a Kecsegepuszta felé vezető út a legjobb minőségű, mivel az szilárd burkolattal rendelkezik, ezzel szemben a 6407-es következő szakasza jóval silányabb állapotú, burkolatlan. A Kecsegepuszta felé vezető út is a 65-ös útba torkollva ér véget Tamási külterületén.)
21,6 kilométer után az út eléri Magyarkeszi délkeleti határszélét, egy darabig a két település határvonalát kíséri, majd 21,9 kilométer után elérkezik Fürged, Magyarkeszi és Tamási hármashatárához. Tamási északi határszélén csak mintegy fél kilométeren át húzódik, lakott területet ott nem érint, 22,4 kilométer után már Nagyszokoly és Magyarkeszi határvonalát követi. Közben, majdnem pontosan a 24. kilométerétől újra burkolt úttá válik, a 25. kilométere után pedig teljesen nagyszokolyi területre lép.
25,9 kilométer után éri el Nagyszokoly belterületének keleti szélét, ahol a szomszédos Fürgeden született Vas Gereben tiszteletére az ő nevét viseli. A központban már Széchenyi utca, majd egy irányváltást követően Kossuth Lajos utca a neve, 27,5 kilométer után pedig egy elágazáshoz ér. Északkelet felé innen a 6409-es út indul (Szabadhídvég felé), a 6407-es pedig délnyugat felé folytatódik. Szinte egyből ki is lép a község házai közül, 29,3 kilométer után pedig átlép Iregszemcse területére. Ennek házait 30,3 kilométer után éri el, itt a Hajnal utca nevet veszi fel, és a község központjában, a 65-ös főútba beletorkollva ér véget, annak 57+700-as kilométerszelvényénél.
Teljes hossza, az országos közutak térképes nyilvántartását szolgáló kira.gov.hu adatbázisa szerint 31,152 kilométer.

## Települések az út mentén
- Simontornya
- Igar
- Ozora
- Fürged
- (Magyarkeszi)
- (Tamási)
- Nagyszokoly
- Iregszemcse